# Бліц (засіб самооборони)
«Бліц» — засіб активної самооборони стилізований під пістолет, призначений для використання цивільними особами як засіб самозахисту. Самозахист відбувається шляхом розпилення в нападника речовини, яка при попаданні в очі і інші слизові поверхні супротивника, подразнює слизові поверхні та позбавляє можливості нападати.
При використанні може бути споряджений балоном аерозольного (балон «Бліц-1») або струминного (балон «Бліц-2») типу. При аерозольному балоні площа враження більша але відстань ураження менше до 2 метрів, при струменевому площа влучання обмежена, але більша відстань ураження, що складає до 3 метрів. Балони заповнені препаратом, що містить речовину сльозоточивої та подразнюючої дії (іритантом) — морфолідом пеларгонової кислоти. Виготовляється «Бліц» на території України. Форма пістолета здійснює психологічну дію на агресора, крім того значно полегшує наведення засобу розпилення в агресора. «Бліц» має запобіжник від випадкового застосування.

## Основні характеристики засобу активної самооборони «Бліц»
- Маса спорядженого пістолета: 140 ± 2 грамів
- Ефективна дальність застосування: аерозольний балон, до 2 метрів
- Ефективна дальність застосування: струменевий балон, до 3 метрів
- Довжина: 123 міліметри
- Висота: 83 міліметри
- Ширина: 36 міліметрів
- Час безперервного використання: з 4 до 5 секунд
- Зберігати і використовувати при температурі: від -8 до +45 °С[4].